# Inspection générale des finances (France)
Ne doit pas être confondu avec Inspecteur des finances publiques.
Pour les articles homonymes, voir Inspection générale des finances.
L’Inspection générale des finances (IGF) est un service d'inspection interministériel français. Elle forme un des grands corps de l'État.
L'IGF dispose de pouvoirs importants et variés (contrôle sur pièces et sur place, rapports sur des sujets divers, etc.) et d'une large autonomie, avec un caractère interministériel très affirmé, sous la tutelle du ministre de l'Économie et des Finances et du ministre du Budget, des Comptes publics, de la Fonction publique et de la Réforme de l'État. Son chef est nommé par le président de la République, sur proposition de son ministre des Finances.
Contrairement aux organes de contrôle externe tels que la Cour des comptes, l'IGF n'est pas indépendante du pouvoir exécutif.
Sa mission principale est de contribuer à une gestion rigoureuse et efficace des finances publiques et depuis 2006 à la modernisation de l’administration.

## Histoire
Les membres de l'IGF sont issus de deux institutions, les vérificateurs généraux du Trésor de 1800, des inspecteurs généraux du Trésor de 1801 et sont dotés par arrêté du 1er décembre 1808 du ministre des Finances, le comte Mollien, d’attributions permanentes de surveillance et d’enquête ainsi que d’une organisation en véritable corps.
Sous la Restauration, l’arrêté du 25 mars 1816 de Joseph-Dominique Louis dit « baron Louis », ministre des Finances, réunit les inspecteurs généraux des contributions directes et du cadastre avec les inspecteurs généraux du Trésor en une seule et même inspection, sous la dénomination d’Inspection générale des Finances.

## Composition et effectifs
Le corps des inspecteurs des finances est constitué d'environ 140 membres dont 41 inspecteurs et une cinquantaine de représentants de la "tournée".
En 2007 l'IGF disposait de 41 inspecteurs généraux des finances (40 membres de la « tournée », dont 25 inspecteurs des finances), 231 inspecteurs des finances en activité à l'IGF et dans d'autres structures, avec 110 missions effectuées dans l'année (la durée moyenne d'une mission étant de 3 mois).[réf. nécessaire]

## Chefs
- 1942-1944 : Marcel Drouineau
- 1944-1961 : André Fayol
- 1962-1965 : André Valls
- 1965-1968 : Antoine Dupont-Fauville
- 1968-1969 : Jacques-Bernard Dupont
- 1969-1971 : Alain Prate
- 1971-1972 : Jacques Friedmann

[…]
- 1972-1980 : Daniel Dommel
- 1980-1987 : Dominique Lewandowski
- 1987-1997 : Pierre Gisserot

| Identité                               | Période           | Période            |
| Identité                               | Début             | Fin                |
| -------------------------------------- | ----------------- | ------------------ |
| Thierry Bert (d)                       | 22 novembre 1997  | 1er septembre 2005 |
| Jean-Pierre Jouyet                     | 1er novembre 2005 | 18 mai 2007        |
| Jean Bassères                          | 24 janvier 2008   |                    |
| Par intérim : Jean-Louis Rouquette (d) | 22 décembre 2011  |                    |
| Marie-Christine Lepetit (d)            | 12 mars 2012      |                    |
| Catherine Sueur                        | 1er mai 2022      |                    |

## Recrutement, grades, statut
Le recrutement se faisait sur double concours jusqu'en 1946. L'examen d'aptitude au service de l'Inspection générale des finances fut mis en place par l'arrêté ministériel du 27 septembre 1847.
Aujourd'hui, il se fait principalement à la sortie de l'ENA (4 ou 5 recrutements par an), bien que certains inspecteurs soient nommés par le pouvoir exécutif au « tour extérieur ». Les énarques sortis dans la « botte » (les douze à quinze premières places selon les années) choisissent fréquemment l'Inspection des Finances. Un recrutement complémentaire se fait au tour extérieur (procédure ouverte aux agents de l'État ayant plus de 10 ans d'expérience).
La titularisation dans le grade d'inspecteur des finances (1 à 2 inspecteurs par an) se fait après 18 mois de fonction, sur avis de la commission administrative paritaire de l'IGF.
Un décret de 2006modifie les conditions de travail et de grade des inspecteurs, en prévoyant :
- un doublement des nominations au grade d’inspecteur général au tour extérieur (embauche d’agents publics ayant exercé des responsabilités supérieures) ;
- une simplification des classes dans le grade d’inspecteur ; le grade d'inspecteur comporte dorénavant 2 classes : la deuxième classe regroupe les « juniors » nommés à la sortie de l'ENA ; les « seniors », qui dirigent les missions d'enquête et d'audit deviennent inspecteurs de première classe ;
- le développement de collaborations avec des cadres du secteur public, mais aussi du secteur privé (avec possibilité d’intégration dans le corps pour les plus aptes et les plus méritants de la première catégorie) ;
- une augmentation des moyens d’audit par accueil de fonctionnaires de catégorie A qui seconderont les inspecteurs généraux et inspecteurs des finances.

Certains fonctionnaires effectuent leur mobilité statutaire à l'Inspection générale des finances et occupent pendant deux ans les mêmes fonctions qu'un inspecteur des finances, participant à des missions de tout type (inspection, évaluation, conseil ou assistance).
L'inspection générale des finances recrute une dizaine de stagiaires par an, rémunérés, qui assistent les inspecteurs dans leurs investigations.

## Missions
L'inspection générale des finances « opère un rôle de contrôle et de surveillance sur tous les agents des services extérieurs du ministère des Finances et des ordonnateurs secondaires des autres ministères, ainsi que des budgets annexes et des comptes spéciaux du Trésor »
Ses missions sont multiples et se sont diversifiées avec le temps :
- inspection et audit interne (9 % des missions en 2009) ;
- évaluation d'organismes et de dispositifs publics (34 % des missions en 2009) ;
- conseil aux autorités publiques (37 % des missions en 2009) ;
- missions d'assistance (15 % des missions en 2009) à des parlementaires en mission ou des commissions spécifiques comme la commission Juppé-Rocard chargée de déterminer les priorités du grand emprunt ;
- représentation dans d'autres entités administratives (par exemple l'IGF est représentée parmi les 9 membres de l'Autorité de la statistique publique), direction des administrations centrales, des cabinets ministériels (fonction technocratique).

Bien que sous la double tutelle du ministère de l'économie et du ministère du budget, l'Inspection générale des finances est interministérielle : le Premier ministre a commandé 20 missions à l'IGF en 2009, la présidence de la République 6 missions d'assistance et que 31 des 60 missions demandées par Bercy étaient cosignées par un autre ministre. Par ailleurs, 47 % des missions sont réalisées conjointement avec d'autres corps de contrôle.
L'IGF est également sollicitée à l'international, soit en appui de l'Assistance au développement des échanges en technologies économiques et financières (organisme qui coordonne l'action à l'étranger des ministères financiers), soit pour le compte du Fonds monétaire international ou de la Banque mondiale. Elle se donne aussi des missions de prospective et d'étalonnage pour « enrichir ses propositions des meilleures pratiques étrangères ».
L'IGF a participé à la révision générale des politiques publiques de « modernisation des administrations », y compris hors de la sphère financière. C'est l'IGF qui était en 2007 missionnée pour définir le périmètre d'étude de la RGPP, mobilisant pour cela près des deux tiers des forces d'Inspection, afin notamment de diriger 13 des pôles de la RGPP et de participer à 19 pôles dont les pôles Développement des entreprises, Emploi Formation professionnelle, Famille Politiques de solidarité ; Santé Assurance maladie; Ville - Logement qui étaient des pôles transversaux. L'IGF a aussi participé aux Pôles ministériels Action extérieure de l'État ; Agriculture et Pêche ; Aide publique au développement ; Culture et communication / services du Premier-ministre ; Défense ; Écologie / Développement et aménagement durables ; Enseignement scolaire, Intérieur, Outre-mer, Justice, Administration pénitentiaire, Santé, solidarité et sports, Sécurité, Recherche et enseignement supérieur, Réseaux financiers.
Pour le sociologue Frédéric Lebaron, l'inspection générale des finances constitue « le noyau dur » de la « doxa économique française » : « Les inspecteurs des finances continuent en effet, à travers le contrôle des positions et de la doctrine du ministère de l’Économie et des Finances, à cumuler des positions de pouvoir au sein de l’État et du système financier (à la tête des principales banques françaises), et revendiquent une autorité politique et économique qui prend la forme d’un discours à prétention universelle sur les enjeux économiques ».

## Carrières offertes aux membres de l'Inspection générale des finances
L'inspection a la réputation d'être un formidable accélérateur de carrière. La plupart des membres du corps poursuivent une carrière dans le service public, dans des administrations centrales de l'État (notamment à la direction générale du Trésor), dans des établissements publics, dans des autorités de régulation, dans des collectivités territoriales ou dans des organisations internationales.
Plus de 130 sur 333 inspecteurs ont travaillé dans un cabinet ministériel ou exercé un mandat politique.
Par exemple, sont des inspecteurs des finances :
- l'ancien secrétaire d'État aux Finances, ancien ministre des Finances et des Affaires Économiques et ancien président de la République Française Valéry Giscard d'Estaing ;
- l’ancien directeur général du Fonds Monétaire International et président de la Banque européenne pour la reconstruction et le développement Jacques de Larosière ;
- l'ancien président de la Banque centrale européenne Jean-Claude Trichet ;
- l'ancien directeur général de la Caisse des dépôts et consignations et ancien secrétaire général de la présidence de la République, Jean-Pierre Jouyet ;
- l'ancien directeur de l'Organisation mondiale du commerce Pascal Lamy ;
- l'ancien directeur de l'Agence française de développement Jean-Michel Severino ;

- l'actuel président de la République, Emmanuel Macron;

Parmi les inspecteurs des finances exerçant ou ayant exercé un mandat politique électif ou des responsabilités ministérielles :
- Présidents de la République : Valéry Giscard d'Estaing, Emmanuel Macron
- Premiers ministres : Alain Juppé, Michel Rocard
- Ministres : Frédérique Bredin, Agnès Pannier-Runacher, Thomas Cazenave, Antoine Armand
- Députés et sénateurs : Philippe Marini, Jean-Pierre Fourcade
- Maires et adjoints au maire : Alain Juppé, Boris Ravignon, François de Mazières, François Werner, Gilles Mentré, Philippe Marini

## Critiques
Sorte d'« élite de l'élite », au sommet de la hiérarchie créée par la sélection à la française, l'Inspection des finances alimente nombre de suspicions et de critiques, justifiées ou exagérées, sur le caractère fermé et mandarinal du pouvoir en France. Dans les années 1990, les scandales financiers dont ont été victimes des entreprises à la tête desquelles se trouvaient des inspecteurs des finances (Vivendi avec Jean-Marie Messier, Alstom avec Pierre Bilger, Crédit lyonnais avec Jean-Yves Haberer, France Telecom avec Michel Bon) ont alimenté les critiques de l'institution.
L'IGF est également régulièrement critiquée pour être « un placard doré » et pour recaser les proches des politiques en fin de carrière.

### Pantouflage
Beaucoup d’inspecteurs des finances vont travailler dans le secteur privé, ce qui est susceptible de créer des conflits d'intérêts.
En 2017, une étude a reconstitué les parcours des 333 inspecteurs des finances : plus de 55 % travaillent ou ont travaillé dans le secteur privé ; et 34 % sont passés par le secteur bancaire à un moment donné de leur carrière.

## Quelques inspecteurs des finances
Parmi les inspecteurs des finances  :
- Pierre Henri Allix
- Delphine d'Amarzit
- François Asselineau
- Marie-Anne Barbat-Layani
- Wilfrid Baumgartner
- Marguerite Bérard
- François Bloch-Lainé
- Michel Bon
- Daniel Bouton
- Henri de Castries
- Jacques Chaban-Delmas
- Pierre-André de Chalendar
- Claude Cheysson
- Jean-Paul Cluzel
- Maurice Couve de Murville
- Jacques Darmon
- Jean-François Deniau
- Nicolas Dufourcq
- Jacques-Bernard Dupont
- Jean-Marc Espalioux
- Bertrand Eveno
- Jean-Pierre Fourcade
- Valéry Giscard d'Estaing
- Guillaume Guindey
- Anne-Gabrielle Heilbronner
- Philippe Jaffré
- Alain Juppé
- Philippe Lagayette
- Pascal Lamy
- Jacques de Larosière
- Maryvonne Le Brignonen
- Emmanuel Macron
- Jean-Marie Messier
- Bernard Michel
- Alain Minc
- Pierre Miné
- Pierre Moussa
- Jean-Charles Naouri
- Simon Nora
- Frédéric Oudéa
- Michel Pébereau
- François Pérol
- Anne Perrot
- André Postel-Vinay
- Baudouin Prot
- Stéphane Richard
- Michel Rocard
- Christian Sautter
- Louis Schweitzer
- Catherine Sueur
- Jean-Claude Trichet
- Amélie Verdier
- Claire Waysand